# 聖拉斐爾 (阿拉胡埃拉省)

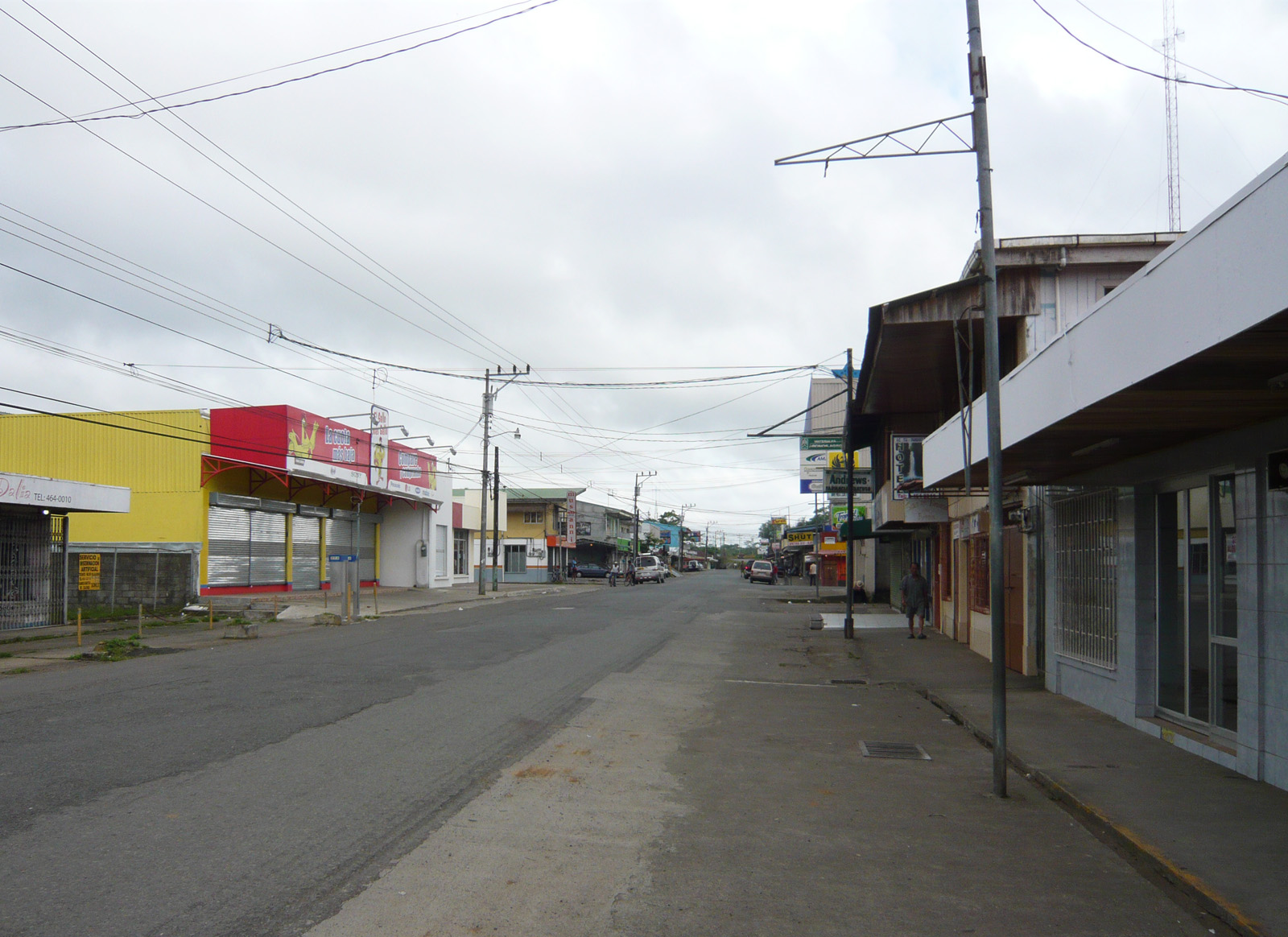
聖拉斐爾

聖拉斐爾（San Rafael）是哥斯達黎加的城市，由阿拉胡埃拉省負責管轄，位於該國北部，面積304平方公里，海拔高度66米，2000年人口6,611，人口密度每平方公里21.74人。
10°40′N 84°49′W / 10.667°N 84.817°W